# Portret vojvode Olivaresa na konju
Gaspar de Guzmán, grof Olivares, na konju (špansko Gaspar de Guzmán, conde-duque de Olivares, a caballo) je olje na platnu španskega slikarja Diega Velázqueza, ki je nastalo okoli leta 1636. Od otvoritve leta 1819 je v Muzeju Prado v Madridu.
Ta slika je izjema za Velázquezov slog, saj sta njen dizajn in barva bolj živahna in pompozna kot njegovi običajni bolj mračni portreti. Cilj dela je bil potrditi moč Gasparja de Guzmana, grofa Olivaresa in vojvode Sanlúcarja la Mayorja, znanega kot grof Olivaresa, glavnega ministra pod Filipom IV. Španskim, španskim plemičem in vplivnim politikom.

## Opis
Olivares je upodobljen na konju, kar je čast, ki je običajno rezervirana za monarhe in odraža moč, ki jo je dosegel kot valido ali desna roka kralja (enakovredno trenutni funkciji predsednika vlade). Slika je podobna konjeniškim portretom, ki jih je Velázquez naslikal za dvorano kraljestev palače Buen Retiro, vendar ni bila narejena za to serijo, temveč kot prikaz posebnega običaja Olivaresa, namenjenega doma. Ni datirana, ampak stoji takoj za to serijo, okoli leta 1638, in je bila verjetno naslikana po bitki pri Fuenterrabíi, vojaškem uspehu, ki so ga pripisali Olivaresu, čeprav ni bil osebno vpleten. Slika se je pridružila kraljevi zbirki v predhodniku muzeja Prado šele stoletje kasneje.
Grof-vojvoda nosi klobuk s perjem s širokimi krajci in državni trak; roka drži maršalsko palico, ki označuje smer bitke. Oklep, ki ga nosi, je verjetno ohranjen v palači Liria v Madridu (zbirka hiše Alba). Grof vojvoda se ozira v gledalca in skrbi, da so vsi priča njegovemu podvigu. Figura je gledana z nizkega zornega kota in njegov trup je obrnjen nazaj, zaradi česar je videti bolj vitek; Olivares je imel masivno telo in je bil precej neroden, kot je razvidno iz portretov, ki jih je naredil Velazquez prej.
Konj dvigne sprednje noge, izvaja salto ali levado, medtem ko gleda proti bojišču. Z diagonalo hribov, ki se vidijo v pokrajini, kompozicija daje portretu energijo; v tem dinamizmu delo spominja na Rubensa. Ta konjeniški portret se razlikuje od tistih, ki so bili narejeni za kraljevo družino in naj bi ga predlagal Olivares; Velazquez je moral biti še posebej previden, saj je bil Olivares najvišji politični urad na dvoru (za kraljem) in ga je podpiral v njegovih zgodnjih dneh kot slikarja v Madridu.
Bitka v daljavi je obdelana z majhnimi pikami. Pokrajina je zelo shematična, kot jo je definiral Velázquez, brez zgradb ali likov. Morda zato, ker slikar ni poznal mesta Hondarribia, kjer se je zgodila opisana bitka, čeprav drugi viri menijo, da se slika ne nanaša na nobeno posebno bitko. Griči zbledijo v zelenih in modrih tonih, kar daje občutek oddaljenosti, saj naj bi imel zelo ostro zračno perspektivo.
Bogata kromatika in obdelava svetlobe dajeta prizoru veliko vitalnost.